# Мартело
Мартело (итал. Martello) је насеље у Италији у округу Болцано, региону Трентино-Јужни Тирол.
Према процени из 2011. у насељу је живело 183 становника. Насеље се налази на надморској висини од 1268 м.

## Становништво
| 1931. | 1936. | 1951. | 1961. | 1971. | 1981. | 1991. | 2001. | 2011. |
| ----- | ----- | ----- | ----- | ----- | ----- | ----- | ----- | ----- |
| 1.030 | 1.080 | 937   | 948   | 944   | 902   | 845   | 891   | 879   |